# Systemführerschaft
Eine Systemführerschaft ist die Wahrnehmung übergeordneter Aufgaben eines Eisenbahnunternehmens für mehrere gleichartige Unternehmen in der Schweiz.
Eine Infrastrukturbetreiberin kann übergeordnete Aufgaben des Eisenbahninfrastrukturbetriebs oder -entwicklung für mehrere andere Infrastrukturbetreiberinnen wahrnehmen. Im stark vernetzen Betrieb über verschiedene Infrastrukturen hinweg werden so einheitliche Lösungen ermöglicht und Insellösungen vermieden.
Die Schweizerischen Bundesbahnen (SBB) haben die folgenden Systemführerschaften inne:
- Eisenbahnlärm
- Bahnstromversorgung 16,7 Hz
- Fahrgastinformation
- Technische Spezifikationen für die Interoperabilität für das Teilsystem Telematik-Anwendungen
- Bahnfunk GSM-R
- Zugbeeinflussungssystem European Train Control System (ETCS)

Die Rhätische Bahn (RhB) ist Systemführerin für die Zugbeeinflussung der Meter- und Spezialspurbahnen (ZBMS) und die RAILplus AG ist Systemführerin betreffend Interaktion Fahrzeug/Fahrweg Meterspur.